# Germersheim-Geisa-Hof-Linie
Germersheim-Geisa-Hof-Linie, geografisch auch als Odenwald-Rhön-Rennsteig-Schranke bezeichnet, ist der Name jener Isoglosse, die heute von der Germanistik und der deutschsprachigen Dialektologie zur Abgrenzung der mittel- und oberdeutschen Dialekte herangezogen wird. Sie ist eine Nebenlinie der Germersheim-Kassel-Linie („Odenwald-Rhön-Schranke“).

## Kennzeichen
Die hier beschriebene Isoglosse stimmt im Anfangsbereich mit der Germersheim-Kassel-Linie überein und scheidet östliches <(p)fund> vom westlichen <pund>.
Zudem herrschen innerhalb dieser Isoglosse die dialektalen Formen /epf/ und /öpf/ für <apf> vor, welche diese mit der Speyerer Linie verbinden.
Nach der Trennung von der Germersheim-Kassel-Linie durchschneidet die hier beschriebene Isoglosse jenen Dialektraum, in dem die Form /äpfel/ verwendet wird: Der südwestliche Bereich wird hier zum Oberdeutschen, der nördliche und nordöstliche Bereich zum Mitteldeutschen geschlagen. Ferner gehört in Folge des Isoglossenverlaufs der nördlichste Teil des epf-Gebietes (Speyerer Linie), welches das Vogtland umfasst, zum mitteldeutschen Sprachbereich.

## Verlauf
Die Germersheim-Geisa-Hof-Linie ist eine Nebenlinie der Germersheim-Kassel-Linie und dient heute der Germanistik als Dialekt-Scheide zwischen den ober- und den mitteldeutschen Dialekten.
Bis auf eine Ausnahme folgt sie dem Verlauf der Germersheim-Kassel-Linie: Abweichend von dieser besitzt sie entlang der Städtelinie Eberbach (Odenwald) – Buchen (Odenwald) – Walldürn einen der Germersheim-Kassel-Linie westlich vorgelagerten Bereich.
Nördlich der Stadt Geisa trennen sich die Germersheim-Kassel- und die Germersheim-Geisa-Hof-Linie endgültig. Letztere läuft nun in südöstlicher Richtung, über Thüringer und Frankenwald sowie dem Rennsteig folgend auf die deutsch-tschechische Grenze zu. Ihr Verlauf wird hier durch die Städtelinie Schmalkalden – Lichtenberg (Oberfranken) – Hof (Saale) – Neukirchen/Erzgeb. gebildet.
Durch diesen Verlauf werden die in Thüringen gesprochenen Hennebergisch und Itzgründisch dem oberdeutschen Dialektbereich zugeschlagen, da diese ostfränkischer Abkunft sind.
Bis zur Flucht und Vertreibung der Deutschen aus dem einstigen Sudetenland setzte die Germersheim-Geisa-Hof-Linie ihren Verlauf bis nahe Rakovník (Rakonitz) fort, um dort zu enden.

## Verweise
- REDE – regionalsprache.de, Sprachatlanten und Begriffsauflistungen